# De Perschefs
De Perschefs was een humoristisch Vlaams radioprogramma dat van januari 1991 tot december 1992 door Radio 1 uitgezonden werd.

## Concept
Net als haar voorganger, De taalstrijd, bood "De Perschefs" een humoristische blik op de actualiteit. De presentatie was in handen van Daniël Van Avermaet, redactie, samenstelling en productie werden verzorgd door Paul Jacobs en de muziek door Jan Hautekiet. Elke aflevering werd op zondagavond live uitgezonden vanuit Theater Leguit in Antwerpen. Het programma bestond uit verschillende rubrieken:
- Wijlen de Week: De panelleden voorzagen het nieuws van de voorbije week van hun hoogst persoonlijke commentaar.
- De Krantenkoppen: Er werd een krantenkop voorgelezen en de panelleden verzonnen er een passende boven- of ondertitel bij.
- De Koffieklatsch: De panelleden kropen in de huid van een bevolkingsgroep die hen wat vreemd was en improviseerden dan gesprekken rond een bepaald thema.
- Het Nieuwe Nederlands: De panelleden bedachten nieuwe woorden en definities voor het woordenboek.
- Waagstuk- De Omgekeerde Kwis: Geïnspireerd door het VTMkwisprogramma Waagstuk werd er aan de panelleden een antwoord gegeven, waarbij ze dan een passende vraag moesten bedenken.
- De Vlaamse schlagers: Hierbij werden fragmenten uit bekende schlagerteksten voorgelezen, op de laatste regel na. De panelleden moesten hier dan zelf een rijmende regel bij bedenken.
- België voor Buitenlanders: De panelleden bedachten hierbij vragen die buitenlanders zouden kunnen stellen in een specifieke Belgische locatie.
- De Hypocrietenclub: De leden zetten eufemismen of zakelijk taalgebruik om in wat de klanten, bedrijfsleiders of overheid er écht mee bedoelen.
- De Imitaties: Het populairste onderdeel van het programma. Gastkomieken Gerry Soetaert, Jan Van Gool, Dirk Denoyelle, Ben Crabbé, Myriam Thys en Chris Van Den Durpel imiteerden Bekende Vlamingen, meestal op basis van teksten van Kris Vermeire, Paul Jacobs, Jan Durnez, Martin Heylen, Bruno Wyndaele, Johan Janssens, Dirk Vermeire, Tom Lanoye en Guy Mortier. Op de compilatie-cd die in 1992 werd uitgebracht selecteerde men onder meer imitaties van Jan Theys, Marlène de Wouters, Wim Offeciers, Walter Capiau, Julien Schoenaerts, Nonkel Bob, Wiet Van Broeckhoven, Hugo Schiltz, Herwig Van Hove en Goedele Liekens.

## Panelleden
- David Davidse
- Jan Decorte
- Phil Detry
- Ivo De Wijs
- Frank Dingenen
- Tom Lanoye
- Robert Long
- Koen Meulenaere
- Guy Mortier
- Piet Piryns
- Gerry Soetaert
- Myriam Thys
- Mark Uytterhoeven
- Jan Van Gool
- Karel Vereertbrugghen

## Cd
Er werd in 1992 een compilatie-cd rond het programma uitgebracht, "De Perschefs en het Levend Publiek". De hoes werd ontworpen door Jan Bosschaert.

## Nalatenschap
Jan Van Gools imitatie van Wim Offeciers belandde in 2007 op de tweede plaats in de "10 Grappigste Radiomomenten", geselecteerd door Radio 1.